# Bombardement de la base aérienne de Tiyas (9 avril 2018)
Guerre civile syrienne
Batailles
Confrontations israélo-syriennes pendant la guerre civile syrienne
- Tiyas (10 février 2018)
- Tiyas (9 avril 2018)
- Lattaquié (17 septembre 2018)
- Deir ez-Zor (13 janvier 2021)
- Consulat iranien de Damas (1er avril 2024)

Le bombardement de la base aérienne de Tiyas est mené le 9 avril 2018 par l'aviation israélienne contre la base T-4, près de Palmyre, en Syrie.

## Déroulement
Dans la nuit du 8 au 9 avril, entre 3 h 25 et 3 h 53, huit missiles air-sol sont tirés par deux chasseurs F-15 contre la base militaire T-4, aussi appelée base aérienne de Tiyas, dans le centre de la Syrie. D'après le ministère russe de la Défense, l'attaque est lancée depuis l'espace aérien libanais, trois missiles auraient atteint la base, les cinq autres auraient été détruits par les défenses anti-aériennes. 

## Les pertes
Selon l'Observatoire syrien des droits de l'homme (OSDH), les frappes font au moins 14 morts, dont trois officiers de l'armée syrienne, des Iraniens et des combattants étrangers,. L'agence de presse iranienne Tasnim déclare que sept membres du corps des Gardiens de la révolution islamique ont été tués. Selon Thomas Friedman, journaliste au New York Times, tous étaient des membres de la Force Qods

## Réactions
Le raid a lieu deux jours après l'attaque chimique de Douma, à un moment où la communauté internationale s'attend à une réponse militaire imminente de la part des États-Unis, de la France et du Royaume-Uni. Mais ces derniers réfutent toute implication et la Russie et la Syrie accusent rapidement Israël. Le New York Times confirme le 16 avril que ce sont bien les Israéliens qui sont à l'origine des frappes du 9 avril, s'appuyant sur des déclarations de responsables militaires interrogés. Contrairement aux fois précédentes, Israël aurait averti les États-Unis de son raid aérien, mais pas la Russie. 
Le jour-même, le ministre des affaires étrangères russe, Sergueï Lavrov, dit craindre un « développement très dangereux ». Les Russes, qui jusqu'à présent fermaient les yeux sur les frappes israéliennes, les critiquent ouvertement pour la première fois.
Le lendemain, Ali Akbar Velayati, principal conseiller du guide suprême Ali Khamenei, qualifie l'attaque de « criminelle » et annonce des représailles. Le 12 avril, l'ayatollah Ali Shirazi (en), représentant du pouvoir auprès des forces Qods, déclare que « l'Iran peut détruire Israël ». Ce dernier ne confirme ni ne dément avoir mené le raid.

## Suites
La base est de nouveau bombardé le 21 avril 2025 après la chute du régime Assad par l’aviation israélienne. Au moins un Soukhoï Su-24 est confirmé détruit.